# Francis Vere

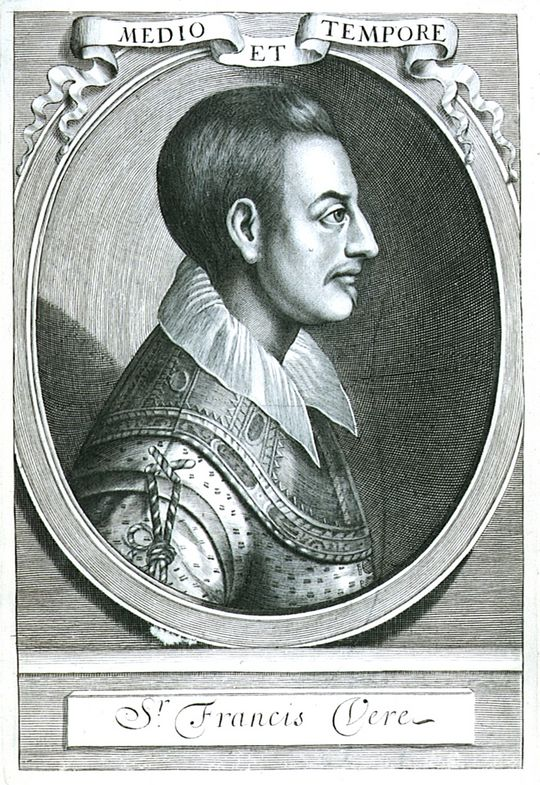
Retrato de sir Francis Vere.

Francis Vere (1560-1609), fue un militar inglés, gobernador de Brielle y de Portsmouth, hijo de Geoffrey Vere de Crepping Hall, Essex, y sobrino de John de Vere, 16º conde de Oxford.
Entró al servicio activo bajo el mando de Robert Dudley en 1585, y pronto fue destinado a la guerra de los ochenta años que se libraba en los Países Bajos en aquella época. En el asedio de Sluys se distinguió junto a Sir Roger Williams y a Sir Thomas Baskerville.
En 1588 estuvo en la guarnición que defendía Bergen op Zoom y fue nombrado caballero por Willoughby en el campo de batalla.
El año siguiente Sir Francis alcanzó el grado de sargento mayor general de los tropas inglesas en los Países Bajos, y poco después recayó en él el mando en jefe. Mantuvo este cargo en varias campañas, con abundantes éxitos, luchando junto a las fuerzas holandesas de Mauricio de Nassau.
En 1590 participó en la ataque a Breda que culminó con la captura de la ciudad por las fuerzas anglo-holandesas. 
Vere ganó reputación de ser uno de los mejores soldados de la época, dando a sus subordinados sentido de la unidad y entrenamiento para enfrentarse a los veteranos y afamados tercios españoles; su campamento llegó a considerarse reputado para todos los aspirantes a soldados. Entre otros, tuvo como discípulos a su hermano Horace, Ferdinando Fairfax, Gervase Markham y el capitán Miles Standish.
Sir Francis participó en la toma y saqueo de Cádiz de 1596 bajo las órdenes de Robert Devereux, II conde de Essex, y en 1598 le fue confiada la negociación del tratado en el que los holandeses accedían a tomar parte más activa en la guerra. Su éxito en esta tarea le supuso ganar la gobernación de Brill y el rango de general.
El punto culminante de su carrera militar vino cuando en 1600 los Estados Generales de los Países Bajos decidieron extender la guerra al territorio de los Países Bajos españoles. En la batalla de Nieuwpoort, una de las más disputadas de la época, Vere y Mauricio completaron la derrota de las veteranas tropas españolas del archiduque Alberto de Austria. A ésta le siguió la defensa de Ostende entre julio de 1601 y el 20 de septiembre de 1604 cuando capitula la ciudad.
Cuando Jacobo I de Inglaterra firmó la paz con España en 1604 mediante el tratado de Londres, Vere se retiró del servicio activo y pasó los días restantes de su vida en Inglaterra, ocupándose con la compilación de sus Comentarios de diversas piezas de servicio (Commentaries of the Divers Pieces of Service) relativas a su pasada vida militar (editado en 1657, reimpreso en 1883).
Casado con Elizabeth Dent, hija de John Dent y Alice, con quien tuvo varios hijos, todos ellos muertos a temprana edad.
Murió el 28 de agosto de 1609, poco después de la firma de la tregua de los doce años, y fue enterrado en la Abadía de Westminster.

## Enlaces
The fighting Veres biografías de Francis y Horace Vere (inglés) por Clements Markham, 1888.
- Datos: Q2435779
- Multimedia: Francis Vere / Q2435779